# Шалан Сент Анселм
Шала̀н Сент Ансѐлм (на италиански и на френски: Challand-Saint-Anselme, на местен диалект: Tchallan Damòn, Чалан Дамон, от 1939 до 1946 г. Villa Sant'Anselmo, Вила Сант'Анселмо) е село и община в Северна Италия, автономен регион Вале д'Аоста. Разположено е на 1030 m надморска височина. Населението на общината е 762 души (към 2010 г.).